# Fengguotempel
Fengguotempel is een mahayana boeddhistische tempel in de Liaoningse stad Jinzhou. De tempel heette vroeger Xianxitempel (咸熙寺). In de grote hal van de tempel worden de Zeven Boeddha's van het verleden vereerd. Daarom wordt de tempel ook wel Grote Boeddha'stempel of Zeven Boeddha'stempel genoemd.
De Mahavirahal werd in 1020 ten tijde van de Liao-dynastie gebouwd. Het is 's werelds grootste Boeddhatempelhal gebouwd van hout. Dagelijks bezoeken vele gelovigen deze hal. De lotusvoetstukken van de Boeddhabeelden zijn hoger dan acht meter. Op de wanden van de hal zijn kleurrijke schilderingen van de Tien Boeddha's, de Acht Bodhisattva's (onder andere Guanyin en Ksitigarbha) en de Achttien Arahants. De schilderingen stammen af van de Yuan-dynastie. De tempel bestaat verder nog uit een shanpoort (山门), paifang en een Amitabha Boeddhahal.